# Brown Brothers Harriman & Co.
Brown Brothers Harriman (BBH) — частная американская финансовая компания.
Размер депозитарных активов — $4,5 трлн, размер активов под администрированием — $2 трлн, размер активов под управлением — $70 млрд на 30 июня 2017 года.

## История
Brown Brothers Harriman примечательна количеством в своё время работавших в ней влиятельных американских государственных деятелей, среди которых - Аверелл Гарриман, Прескотт Буш, Алан Гринспен.

## Деятельность
Оказывает депозитарные услуги, услуги реестродержателя, управляет активами клиентов.

## Акционеры
Компанией владеют 34 партнёра.